# Bacar N’Dum
Bacar N’Dum (ur. 20 czerwca 2001) – zapaśnik z Gwinei Bissau walczący w stylu wolnym. Olimpijczyk z Paryża 2024, gdzie zajął piętnaste miejsce w kategorii do 74 kg. Dwunasty na mistrzostwach świata w 2022 roku. 
Brązowy medalista igrzysk afrykańskich w 2023. Triumfator mistrzostw Afryki w 2022 i 2024; drugi w 2023. Brązowy medalista igrzysk solidarności islamskiej w 2021 roku.